# 황지애
황지애(黃智愛, 1988년 3월 30일~)는 대한민국의 2010 미스 대전 충남 진(眞) 출신이다. 신장은 173cm이고 체중은 51kg이다.

## 생애

### 수상 경력
- 2010년 미스코리아 대전 충남 진(眞)

### 경력
- 2010년 미스코리아 대전-충남 진(眞)

### 학력
- 연세대학교 법학과 학사